# شاهد (فیلم ۲۰۱۸)
شاهد 
(به تلوگویی: Saakshyam) و (به انگلیسی: Witness) فیلمی هندی محصول سال ۲۰۱۸ و به کارگردانی سریواس است. در این فیلم بازیگرانی همچون بلامکوندا سرینیواس، پوجا هگده، جاگاپاتی ببو، راوی کیشان، اشوتوش رانا، آر.ساراتکومار و مینا ایفای نقش کرده‌اند.